# Superliga (pallavolo femminile, Serbia)
La Superliga è la massima serie del campionato serbo di pallavolo femminile: al torneo partecipano dieci squadre di club serbe e la squadra vincitrice si fregia del titolo di campione di Serbia.

## Albo d'oro
| Anno             | Podio                  | Podio                  | Podio          |
| Campione         | Seconda                | Terza                  |                |
| ---------------- | ---------------------- | ---------------------- | -------------- |
| 2006-07 Dettagli | Poštar                 | Jedinstvo Užice        | Stella Rossa   |
| 2007-08 Dettagli | Poštar                 | Stella Rossa           | Dinamo Pančevo |
| 2008-09 Dettagli | Poštar                 | Stella Rossa           | Dinamo Pančevo |
| 2009-10 Dettagli | Stella Rossa           | Spartak Subotica       | TENT           |
| 2010-11 Dettagli | Stella Rossa           | Vizura                 | -              |
| 2011-12 Dettagli | Stella Rossa           | Spartak Subotica       | Vizura         |
| 2012-13 Dettagli | Stella Rossa           | Spartak Subotica       | Vizura         |
| 2013-14 Dettagli | Partizan               | Stella Rossa           | TENT           |
| 2014-15 Dettagli | Vizura                 | Spartak Subotica       | Stella Rossa   |
| 2015-16 Dettagli | Vizura                 | Jedinstvo Stara Pazova | -              |
| 2016-17 Dettagli | Vizura                 | Jedinstvo Stara Pazova | -              |
| 2017-18 Dettagli | Vizura                 | Stella Rossa           | -              |
| 2018-19 Dettagli | Železničar Lajkovac    | Jedinstvo Stara Pazova | -              |
| 2019-20 Dettagli | TENT                   | Jedinstvo Stara Pazova | Ub             |
| 2020-21 Dettagli | Ub                     | TENT                   | -              |
| 2021-22 Dettagli | Stella Rossa           | Ub                     | -              |
| 2022-23 Dettagli | Jedinstvo Stara Pazova | Železničar Lajkovac    | Stella Rossa   |

## Palmarès
| Squadra                | Titolo | Stagione                                    |
| ---------------------- | ------ | ------------------------------------------- |
| Stella Rossa           | 5      | 2009-10, 2010-11, 2011-12, 2012-13, 2021-22 |
| Vizura                 | 4      | 2014-15, 2015-16, 2016-17, 2017-18          |
| Poštar                 | 3      | 2006-07, 2007-08, 2008-09                   |
| Partizan               | 1      | 2013-14                                     |
| Železničar Lajkovac    | 1      | 2018-19                                     |
| TENT                   | 1      | 2019-20                                     |
| Ub                     | 1      | 2020-21                                     |
| Jedinstvo Stara Pazova | 1      | 2022-23                                     |